# Pierre-Emmanuel Taittinger
Pour les autres membres de la famille, voir Famille Taittinger.
Pierre-Emmanuel Taittinger, né le 6 mai 1953 à Reims, est un homme d'affaires et entrepreneur français.

## Biographie
Pierre-Emmanuel Taittinger est le fils de Jean Taittinger et le petit-fils de Pierre Taittinger, fondateur de la maison de Champagne du même nom. Il est titulaire du diplôme d'expert en gestion d'entreprise du centre de perfectionnement aux affaires de Paris et diplômé du centre de formation aux affaires (devenu en 1998 l'Executive MBA de Reims Management School), de l'École supérieure de commerce de Reims.
Il rejoint l'entreprise familiale dès 1976 dont il devient Président en 2007 après avoir repris, en association avec la caisse régionale Nord-Est du Crédit agricole, l'activité champagne de la Société du Louvre, préalablement vendu au fonds de pension américain Starwood Capital Group.
Il est également Chairman du domaine de vins et spiritueux Carneros en Californie et copropriétaire du domaine viticole savoyard Les Fils de René Quénard.
Il est élu conseiller général de la Marne pour le canton de Reims-1 de 1985 à 1992.
En mars 2016, à la disparition de Pierre Cheval, il est élu président de la mission Coteaux, Maisons et Caves de Champagne - Patrimoine mondial, et organise le 10 juillet 2016 une grande marche en Champagne pour célébrer le premier anniversaire de l’inscription sur la Liste du Patrimoine mondial de l’UNESCO de la région.
En juillet 2016, Pierre-Emmanuel Taittinger annonce être candidat à élection présidentielle de 2017. Il se présenterait sans étiquette. Il renonce toutefois à sa candidature 48 heures plus tard à cause d'un "événement personnel sérieux". 